# Ревербератор
Ревербератор — устройство для создания реверберации при записи звука. Она может быть создана с помощью физических средств, таких как эхо-камеры, или в электронном виде с помощью обработки аудиосигнала.

## История

### Эхо-камеры
Первые эффекты реверберации, появившиеся в 1930-х годах, создавались простейшим путём: воспроизведением записей в реверберирующих пространствах и записи звука. Американскому продюсеру Биллу Патнэму приписывают первое художественное использование искусственной реверберации в музыке для песни 1947 года «Peg o' My Heart» группы the Harmonicats. Патнэм разместил микрофон и громкоговоритель в ванной комнате студии, создав естественную эхо-камеру с «неземным звучанием».

### Пластинчатая реверберация

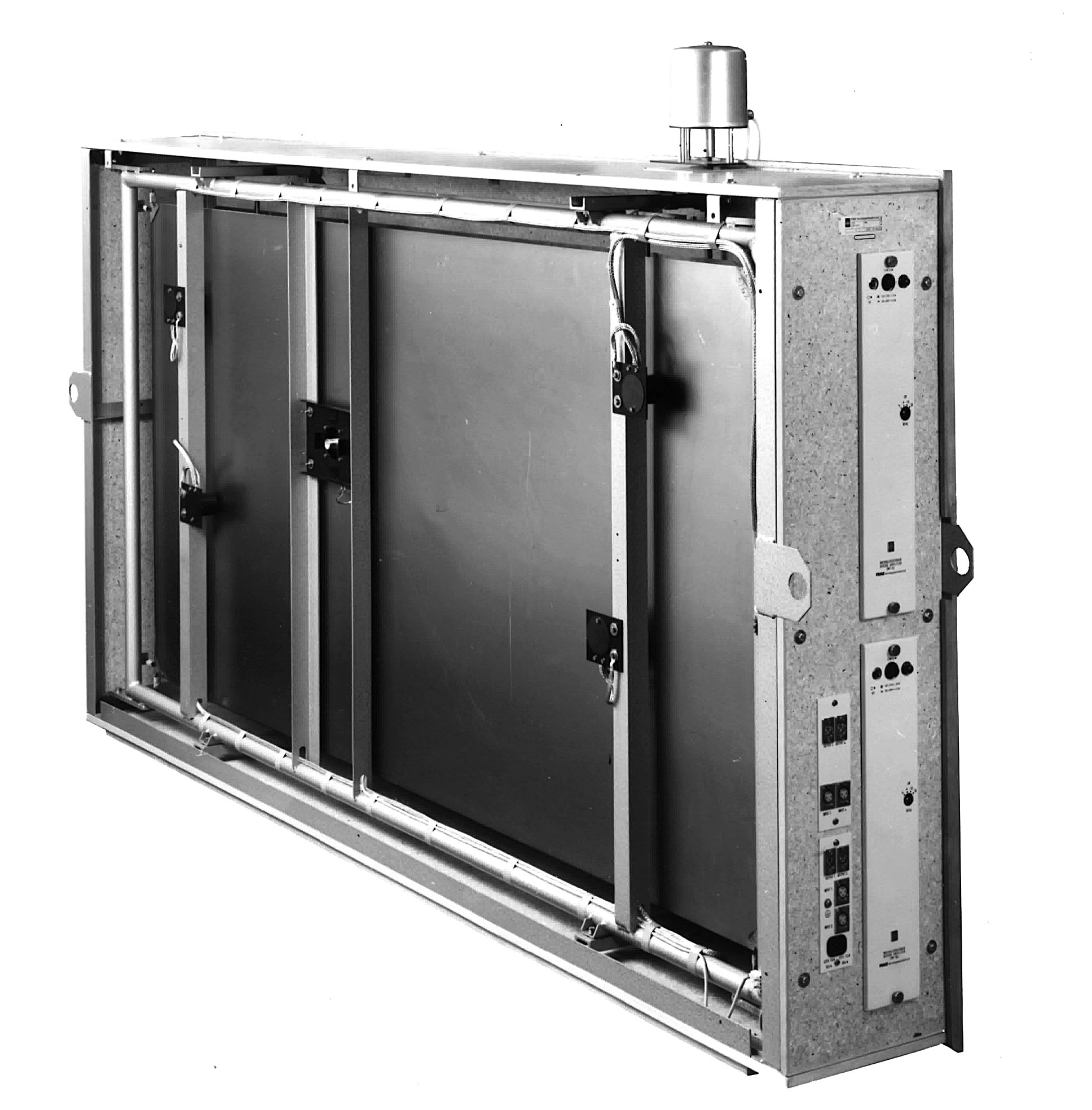
Система пластинчатой реверберации EMT 140

Пластинчатая система реверберации использует большую пластину из листового металла с электромеханическим источником звука, аналогичным громкоговорителю и одним или несколькими контактными микрофонами, на выходе из которых генерируется звуковой сигнал, добавляемый к исходному «сухому» сигналу. Пластинчатая реверберация была внедрена в конце 1950-х годов компанией Elektromesstechnik с прибором EMT 140.

### Пружинный ревербератор

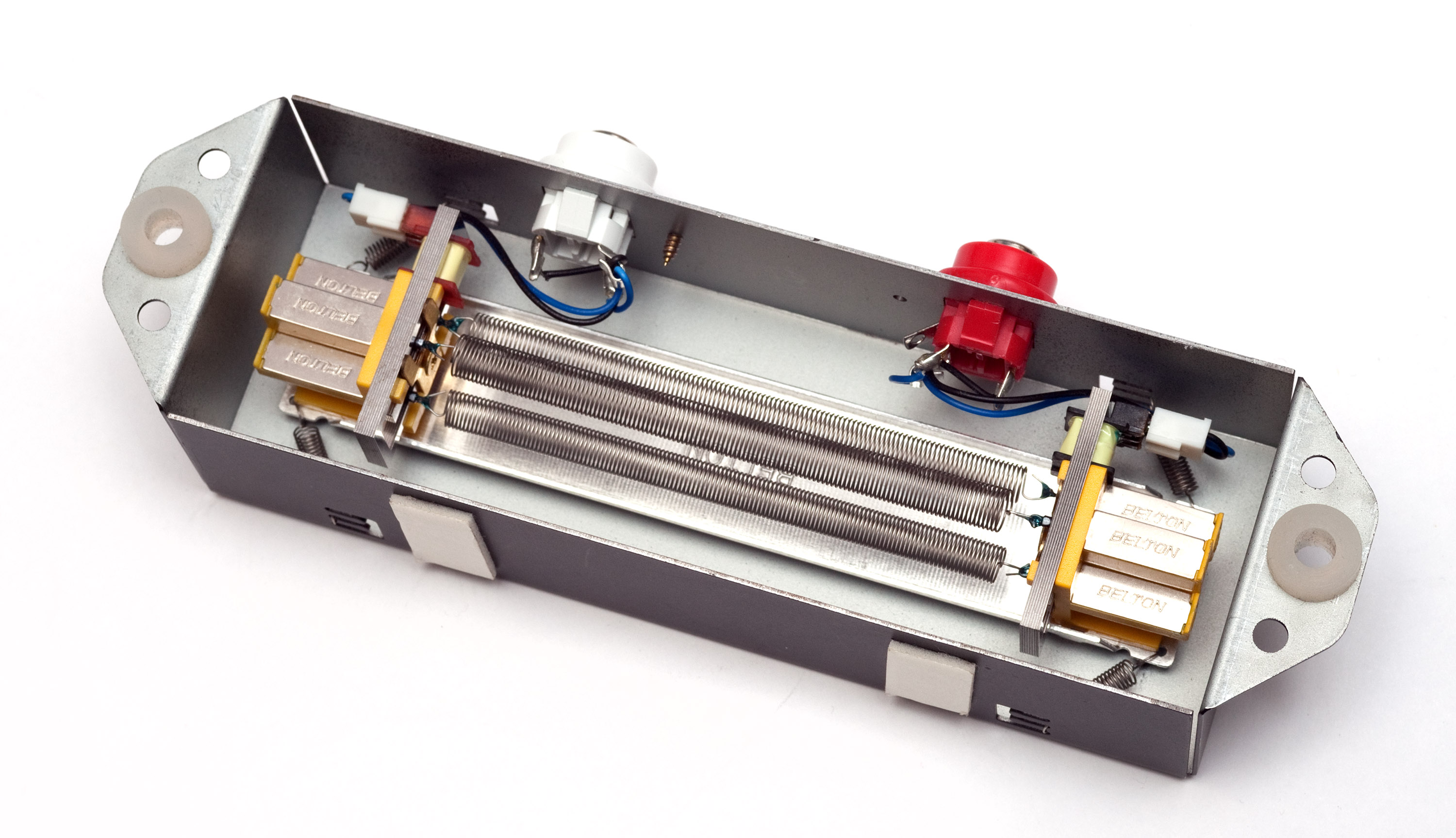
Пружинное ревербераторное устройство

Пружинные ревербераторы Bell Labs используют набор пружин для создания эффекта. Они работают аналогично пластинчатому ревербератору, с источником звука и микрофоном, расположенными на концах пружины. Были популярны в 1960-х годах, впервые использовались компанией Hammond company для добавления реверберации к орга́нам Hammond. Они стали популярны среди гитаристов, включая серфингистов, таких как Дик Дейл, поскольку их можно было легко встроить в гитарные усилители. Они также использовались музыкантами даб-регги, такими как Кингом Табби. В 1939 году Лоуренсу Хаммонду был выдан патент на механическую реверберационную систему на основе пружин.

### Цифровая реверберация

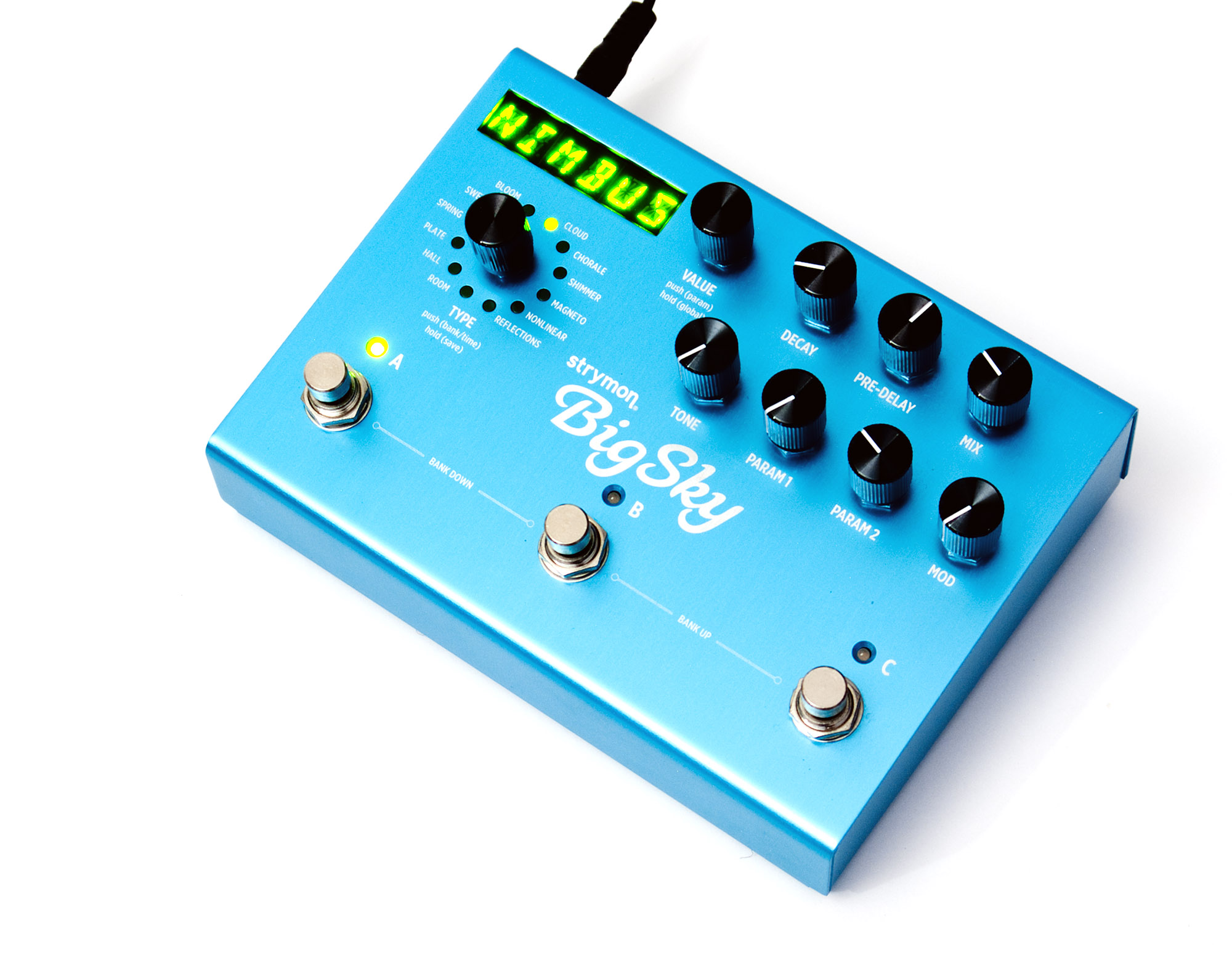
Цифровая реверберация Strymon BigSky

Цифровые устройства реверберации имитируют реверберацию, используя несколько линий задержки с затухающими повторениями, создавая впечатление, что звук отражается от поверхностей. Некоторые цифровые эффекты позволяют пользователям независимо настраивать ранние и поздние отражения. Цифровая реверберация была представлена в 1976 году компанией EMT устройством EMT 250 и стала популярной в 1980-х годах.

### Гейтированная реверберация
Гейтированная реверберация сочетает в себе реверберацию с гейтом, создавая «объёмный» звук с коротким затуханием. Изобретен английским звукорежиссером Хью Пэдгэмом и барабанщиком Филом Коллинзом, стал одним из основных элементов поп-музыки 1980-х годов.

### Свёрточная реверберация
Свёртка использует импульсные звуковые сигналы для записи картины реверберации физических пространств, после чего можно воссоздавать их звучание в цифровом виде. Первый процессор свёрточной реверберации в реальном времени DRE S777 был анонсирован Sony в 1999 году. Свёрточная реверберация часто используется в кинопроизводстве, когда звукорежиссеры записывают импульсные отклики декораций и локаций, чтобы звуки можно было добавлять в постпродакшн с реалистичной реверберацией.